# Nahouri
Nahouri is een van de 45 provincies van Burkina Faso. De hoofdstad is Pô.

## Geografie
Nahouri heeft een oppervlakte van 3.754 km² en ligt in de regio Centre-Sud. De provincie grenst in het zuiden aan Ghana.
De provincie is onderverdeeld in vijf departementen: Guiaro, Pô, Tiébélé, Zecco en Zio.

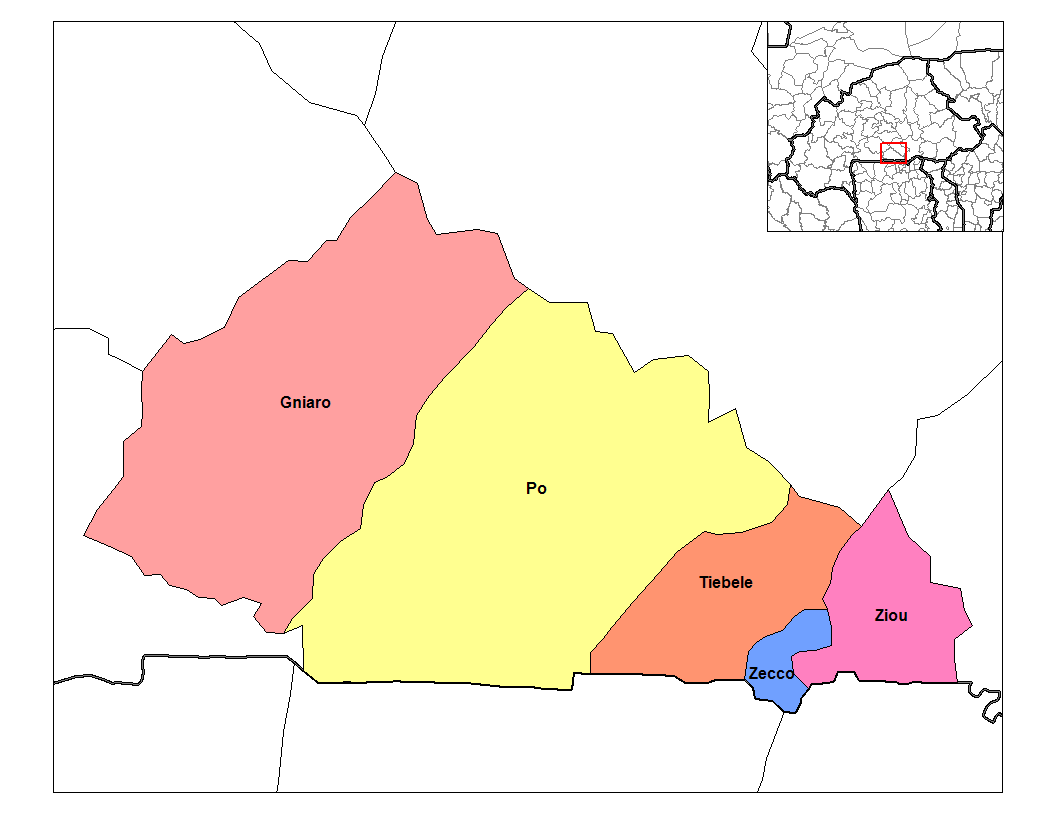
Departementen van Nahouri

## Bevolking
In 1996 leefden er 119.739 mensen in de provincie. In 2019 waren dat naar schatting 195.000 mensen.
Balé · Bam · Banwa · Bazéga · Bougouriba · Boulgou · Boulkiemdé · Comoé · Ganzourgou · Gnagna · Gourma · Houet · Ioba · Kadiogo · Kénédougou · Komondjari · Kompienga · Kossi · Koulpélogo · Kouritenga · Kourwéogo · Léraba · Loroum · Mouhoun · Nahouri · Namentenga · Nayala · Noumbiel · Oubritenga · Oudalan · Passoré · Poni · Sanguié · Sanmatenga · Séno · Sissili · Soum · Sourou · Tapoa · Tuy · Yagha · Yatenga · Ziro · Zondoma · Zoundwéogo